# Knik River
Der Knik River ist ein etwa 40 Kilometer langer Fluss im zentralen Süden des US-Bundesstaats Alaska.

## Verlauf
Er entspringt am Knik-Gletscher in den Chugach Mountains, fließt westwärts und mündet 16 Kilometer südwestlich von Palmer zusammen mit dem Matanuska River in den Knik Arm, eine Bucht des Cook Inlets.
Bis in die 1960er-Jahre fand alljährlich ein Gletscherlauf aus dem durch den Knik-Gletscher aufgestauten Lake George statt, der im Knik River eine Flutwelle verursachte, die entlang des Ufers größere Zerstörungen verursachte und die Straßenverbindung von Anchorage nach Palmer unterbrach.
Der Fluss verläuft nahe der Grenze zwischen dem Matanuska-Susitna Borough und der Stadt Anchorage. Der Old Glenn Highway und die Knik River Road führen am Fluss entlang. Die Siedlungen Butte und Knik River liegen am Fluss.

## Name
Der Name ist abgeleitet von „Igniq“, der Bezeichnung der Ureinwohner Alaskas für Feuer. Die heutige Schreibweise besteht seit 1869 und geht auf George Davidson vom U.S. Coast and Geodetic Survey zurück.